# パーティー・イズ・オーバー
「パーティー・イズ・オーバー」は、1979年8月にリリースされた桜田淳子の28枚目のシングルである。

## 解説
- シングルでは初めて作詞・作曲に伊藤薫が担当。

## 収録曲
1. パーティー・イズ・オーバー (4分16秒)
作詞・作曲：伊藤薫／編曲：松井忠重
2. まわれ私の恋よ (3分53秒)
作詞：門谷憲二／作曲：馬場孝幸／編曲：椎名和夫